# Cuenca, Ecuador
Cuenca este un oraș din Ecuador. 

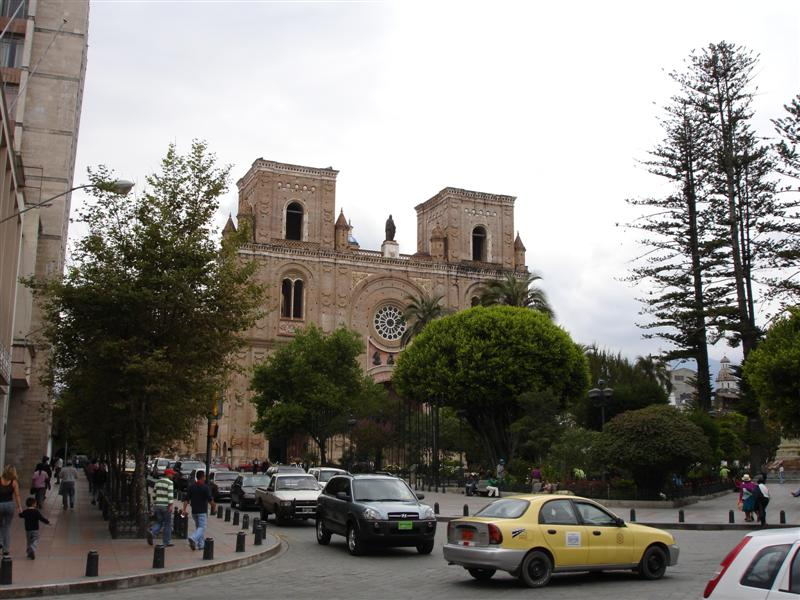

Este al treilea oraș din Ecuador ca populație, având aproximativ 467000 de locuitori.

## Personalități născute aici
- Brian Pintado (n. 1995), atlet olimpic.